# Мороз Тарас Русланович
Тарас Русланович Мороз (нар. 21 лютого 1996, Тернопіль, Україна) — український футболіст, захисник клубу «Оболонь» (Київ).

## Життєпис
У ДЮФЛУ виступав за «Тернопіль» (2009—2012) та «Севастополь-СДЮШОР № 5» (2012—2013). Дорослу футбольну кар'єру розпочав навесні 2013 року в «Севастополі-3», який виступав у чемпіонаті Криму. Також виступав за юнацький склад «Севастополя», зя яку провів 11 матчів (1 гол). Після окупації Криму російськими військами повернувся на батьківщину, де приєднався до теребовлянської «Ниви». Спочатку виступав у чемпіонаті Тернопільської області, а згодом виступав і в аматорському чемпіонаті України. Під час зимової перерви сезону 2016/17 років перебрався до іншого представника аматорського чемпіонату України, «Нива» (Тернопіль).
На професіональному рівні дебютував за «Ниву» 26 липня 2017 року в програному (0:2) домашньому поєдинку 2-го кваліфікаційного раунду кубку України проти франківського «Прикарпаття». Тарас вийшов на поле в стартовому складі, а на 58-ій хвилині його замінив Данило Гуральський. У Другій лізі України дебютував 31 липня 2017 року в нічийному (1:1) виїзному поєдинку 3-го туру групи А проти вінницької «Ниви». Мороз вийшов на поле в стартовому складі та відіграв увесь матч. За підсумками сезону 2019/20 років допоміг «Ниві» виграти групу А Другої ліги та підвищитися в класі.